# Love Profusion
"Love Profusion" là một bài hát của ca sĩ người Mỹ Madonna nằm trong album thứ 9 của cô American Life (2003). Bài hát được sáng tác bởi Madonna Mirwais Ahmadzaï. Đây là đĩa đơn thứ 4 và cũng là cuối cùng trích từ album vào ngày 8 tháng 12 năm 2003 bởi Maverick Records.
"Love Profusion" không thu được thành công trên các bảng xếp hạng như những đĩa đơn trước của American Life với các vị trí khiêm tốn ở hầu hết các quốc gia và cũng trở thành đĩa đơn thứ 3 liên tiếp không lọt được vào bảng xếp hạng Billboard Hot 100 của Mỹ. Tuy vậy ca khúc này cũng đạt hạng 3 tại Canada và là đĩa đơn tốp 10 thứ 5 trích từ album mẹ.

## Danh sách bài hát
| - Đĩa CD tại Úc 1. "Love Profusion" (bản album) – 3:38 2. "Love Profusion" (Ralphi Rosario House Vocal Mix) – 5:50 3. "Nobody Knows Me" (Above & Beyond 12" Mix) – 8:46 - Đĩa CD tại Pháp 1. "Love Profusion" (bản album) – 3:38 2. "Love Profusion" (Headcleanr Rock Mix) - Đĩa than tại Vương quốc Anh 1. "Love Profusion" (Passengerz Club Mix) – 9:34 2. "Nobody Knows Me" (Above & Beyond 12" Mix) – 8:46 - Đĩa CD tại Vương quốc Anh #1 1. "Love Profusion" (bản album) – 3:38 2. "Nothing Fails" (Radio chỉnh sửa) – 4:04 3. "Love Profusion" (Passengerz Club Mix) – - Đĩa CD tại Vương quốc Anh #2 1. "Love Profusion" (bản album) – 3:38 2. "Love Profusion" (Ralphi Rosario House Vocal Mix edit) – 5:45 3. "Nobody Knows Me" (Above & Beyond 12" Mix) – 8:46 | - Đĩa CD maxi tại Mỹ 1. "Love Profusion" (Blow-Up Mix) – 6:11 2. "Love Profusion" (The Passengerz Club Profusion) – 9:34 3. "Love Profusion" (Ralphi Rosario House Vocal Extended) – 7:29 4. "Love Profusion" (Craig J.'s "Good Vibe" Mix) – 7:14 5. "Love Profusion" (Ralphi Rosario Big Room Vox Extended) – 10:01 6. "Love Profusion" (Ralphi Rosario Big Room Dub) – 8:57 7. "Nothing Fails" (Peter's Lost In Space Mix) – 8:36 - Đĩa than tại Mỹ 1. "Love Profusion" (The Passengerz Club Profusion) – 9:34 2. "Love Profusion" (Blow-Up Mix) – 6:11 3. "Love Profusion" (Ralphi Rosario House Vocal Extended) – 7:29 4. "Love Profusion" (Ralphi Rosario Big Room Dub) – 8:57 5. "Love Profusion" (The Passengerz Dub Profusion) – 6:23 6. "Love Profusion" (Craig J.'s "Good Vibe" Mix) – 7:14 7. "Love Profusion" (Ralphi Rosario Big Room Vox Extended) – 9:27 |

## Xếp hạng
| Bảng xếp hạng (2003–04)                               | Vị trí cao nhất |
| ----------------------------------------------------- | --------------- |
| Australian Singles Chart                              | 25              |
| Canadian Singles Chart                                | 3               |
| French Singles Chart                                  | 25              |
| Hungarian Singles Chart                               | 27              |
| Italian Singles Chart                                 | 5               |
| Poland (Polish Singles Chart)                         | 1               |
| Spanish Singles Chart                                 | 1               |
| Swiss Singles Chart                                   | 31              |
| UK Singles Chart                                      | 11              |
| US Billboard Hot Dance Club Play                      | 41              |
| US Billboard Hot Dance Club Play (The Passengers Mix) | 1               |
| US Billboard Hot Dance Singles Sales                  | 1               |
| US Billboard Hot Dance Airplay                        | 20              |
| US Billboard Hot Singles Sales                        | 1               |

| Bảng xếp hạng (2004)                 | Vị trí |
| ------------------------------------ | ------ |
| US Billboard Hot Dance Club Play     | 24     |
| US Billboard Hot Dance Singles Sales | 3      |